# Demange-aux-Eaux
Demange-aux-Eaux är en kommun i departementet Meuse i regionen Grand Est (tidigare regionen Lorraine) i nordöstra Frankrike. Kommunen ligger i kantonen Gondrecourt-le-Château som tillhör arrondissementet Commercy. År 2013 hade Demange-aux-Eaux 523 invånare.

## Befolkningsutveckling
Antalet invånare i kommunen Demange-aux-Eaux
| Referens: INSEE |